# Jacob Monstro Imortal
João Jacob Caetano "Monstro Imortal" (Dembos, 4 de abril de 1941 — Luanda, 1977) foi um militar e político angolano participante da Guerra de Independência de Angola e da Guerra Civil Angolana. Em sua carreira militar, chegou ao posto de general e foi Vice-Comandante do Estado-Maior General das Forças Armadas Populares de Libertação de Angola (FAPLA) e Comandante da 9.ª Brigada de Fuzileiros Motorizados das Forças Especiais das FAPLA, e em sua carreira política membro do Comité Central do Movimento Popular de Libertação de Angola (MPLA) e figura de liderança do grupo comunista ortodoxo Fraccionista-Nitista.

## Biografia
João Jacob Caetano nasceu em 4 de abril de 1941 na vila de Piri, numa família de camponeses pobres do município dos Dembos, território que atualmente faz parte da província do Bengo.
Durante os anos da Guerra da Independência, Jacob Caetano participou em numerosos confrontos com as tropas coloniais portuguesas e os militantes da Frente Nacional de Libertação de Angola (FNLA). Foi enviado pelo MPLA para o Congo-Léopoldville para receber treinamento em 1962. Neste país ingressa na equipa de futebol do MPLA.
Fez parte do primeiro grupo de militares do Exército Popular de Libertação de Angola (EPLA; que depois se tornaria FAPLA), exercendo cargos de comando nos destacamentos da ala armada do MPLA. Torna-se um dos primeiros a identificar a Mobutu Sese Seko como adversário do MPLA. Por isso mesmo, foi preso pela polícia quinxassa-congolesa, conseguindo escapar e mudar-se para o Congo-Brazavile. Desde 1964 esteve em funções de liderança no MPLA, onde participou nas reuniões político-militares do partido em Brazavile (sede partidária no exílio).
Participou de unidades de reconhecimento no norte angolano em 1963 e de operações militares em Cabinda em 1965. Comandou um esquadrão de guerrilha com o nome de Camilo Cienfuegos. Em 1966 o Esquadrão de Cienfuegos, sob seu comando, conseguiu estabelecer-se militarmente na província de Luanda, fato lembrado como uma das operações mais cruciais e de maior sucesso das FAPLA/EPLA antes da década de 1970.
Após o feito, Jacob Caetano tornou-se um dos principais comandantes da I Região Político-Militar (Luanda, Dembos e Norte Angolano) do MPLA/EPLA. Passou a ser reconhecido pelas tropas pela grande coragem e capacidade de combate, sobrevivendo e saindo-se vitorioso das emboscadas da ala armada da FNLA, o Exército de Libertação Nacional de Angola (ELNA). As tropas lhe deram o apelido de "Monstro Imortal", dado sua mítica invencibilidade.
Nos preparativos para o 1º Congresso do MPLA, foi enviado para coordenar plenárias nas bases do partido na Zâmbia, em 1971, e para treinamento como oficial militar na Checoslováquia (Academia Militar de Brno). Em 1972, integrou a delegação nas negociações em Quinxassa com a FNLA, juntamente com Agostinho Neto e Lúcio Lara.
Neste período, porém, o MPLA passava por uma intensa disputa política interna, que geraria, entre 1972 e 1974, a Revolta Activa e a Revolta do Leste. As discussões eram instigadas por puristas anticoloniais em Brazavile, no ano de 1972, e giravam em torno da temática racista, que dominava os rumos do partido naquela altura. Grandes porções do partido identificavam as recentes e constantes derrotas militares no Leste angolano como emanadas de uma liderança branco-mestiça, a qual identificavam como maiores representantes Lúcio Lara, sua esposa Ruth Lara, Iko Carreira e a esposa de Agostinho Neto, Maria Eugénia Neto. Os rebelados acabaram por prender o número 2 do partido, Lúcio Lara, operação levada a cabo justamente por Jacob Monstro Imortal, e que contou com suporte velado do ainda homem dos bastidores José Eduardo dos Santos, que já aspirava tomar o comando do partido e estabelecer a liderança do movimento somente com nomes negros. A rebelião chegou a dar o comando do MPLA a José Eduardo dos Santos, mas foi debelada rapidamente por Agostinho Neto, que anistiou os envolvidos, incluíndo Jacob Monstro Imortal.
A 25 de abril de 1974, a Revolução dos Cravos derrubou o regime salazarista e acelerou a descolonização da África lusófona. A 1 de agosto de 1974, o EPLA foi transformado nas FAPLA. Nas novas forças armadas, Jacob Monstro Imortal assumiu postos de comando na Frente Norte, que incluía as Regiões Político-Militares I e II (Cabinda).
Em 8 de novembro de 1974 faz parte da "delegação dos 26" do partido chefiada por Lúcio Lara, histórica primeira visita de uma delegação do MPLA a ser recebida oficialmente em Luanda. A chegada da delegação de Lara, que contava também com Jacob Monstro Imortal, foi esperada por uma multidão de militantes em grande êxtase, que rompeu as barreiras e invadiu a pista do Aeroporto de Luanda quando o avião da delegação pousou. A vinda de Lara deveria servir para preparar terreno para que Agostinho Neto fizesse sua primeira visita a Luanda após a Revolução dos Cravos. Esta visita contribuiu para que o MPLA rapidamente assumisse posições dominantes em Luanda.
Na assinatura do Acordo do Alvor, que estabeleceu os parâmetros para a partilha do poder no processo de independência de Angola, Jacob Monstro Imortal foi nomeado pelo MPLA para compor a hierarquia militar do Governo de Transição, ficando com um dos Comandos de Área, juntamente com Pedro Timóteo "Barreiro" Kiakanwa (FNLA) e "Edmundo Rocha" Sabino Sandele (UNITA).
A partir de março de 1975 a guerra anticolonial transformou-se numa guerra civil entre o MPLA, a FNLA e a União Nacional para a Independência Total de Angola (UNITA). A independência de Angola foi proclamada pelo MPLA em 11 de novembro de 1975. Agostinho Neto tornou-se presidente da República Popular de Angola. Com a patente de general, Jacob Monstro Imortal tornou-se um dos Vice-Comandantes do Estado-Maior General das FAPLA. Em novembro de 1975, Jacob Monstro Imortal foi enviado para Porto Amboim, mantendo contato direto com o Presidente Neto em relação ao colapso das frentes sul e centro que estavam sob a pressão das tropas sul-africanas e da UNITA. A situação foi contornada pela intervenção militar cubana, que veio em auxílio às tropas de Jacob Monstro Imortal.
Posteriormente, comandou a 9.ª Brigada de Fuzileiros Motorizados das Forças Especiais das FAPLA, que eram as forças elite de defesa de Luanda. Contribuiu fortemente para formação de consciência de classe nas FAPLA, formando estruturas de formação política nas unidades militares.
Politicamente, Jacob Monstro Imortal estava na esfera ideológica de Nito Alves, que fora, nas décadas de 1960 e 1970, seu imediato superior na I Região Político-Militar, além de ser seu conterrâneo nos Dembos. Tornou-se um dos líderes do grupo de oposição comunista ortodoxo chamado de Fraccionismo-Nitista, que reclamava que Angola deveria urgentemente fazer a transição para o modelo comunista soviético. A partir dessas posições, o grupo de oposição tornou-se crítico ferrenho da figura de Neto e sua posição de transição moderada ao socialismo/comunismo pela via nacionalista. Além disso, o grupo Fraccionismo-Nitista reclamava a continuação de uma luta de classes que tomava forma de um debate racista contra uma suposta liderança estatal branco-mestiça.
No início do ano de 1977, Jacob Monstro Imortal juntou-se à conspiração Nitista, fazendo parte do grupo de figuras-chave que incluía, além de Nito Alves, José Jacinto Van-Dúnem, Sita Valles, David Minerva Machado, Arsénio Totó Sihanouk, Luís dos Passos e Eduardo Ernesto Bakalof. No planeamento da ação, foi atribuído à 9ª Brigada o papel de tropa de choque da intentona. Entretanto, Monstro Imortal havia sido incluído na comissão do Comité Central do MPLA para investigar as actividades Fraccionistas — porém informava regularmente Alves sobre as acções e intenções dos membros do governo. Mas a participação de Monstro Imortal no grupo Nitista não se mostrava evidente. Ele buscou manter discrição e se absteve de fazer declarações e reuniões públicas, aparecendo apenas em reuniões secretas importantes.
No dia 21 de maio, Nito Alves e José Jacinto Van-Dúnem foram expulsos do MPLA. Um dia depois, em 23 de maio, uma reunião da 9ª Brigada exigiu a reintegração dos dirigentes Nitistas no partido e no Comité Central. Em 24 de maio Alves realizou a última reunião secreta. O plano traçado incluía a eliminação física de Neto, Lara, Carreira, Saíde Mingas e Lopo do Nascimento. No dia seguinte, Alves teve uma reunião separada com Monstro Imortal, a quem seria atribuído o cargo de Ministro da Defesa num hipotético governo Fraccionista-Nitista.
A tentativa de golpe de Estado Fraccionista começou na manhã de 27 de maio de 1977. Viaturas blindadas da 9ª Brigada e uma manifestação de moradores bairro do Sambizanga foram os códigos da ação. Conforme planejado, os Nitistas assumiram a Cadeia de São Paulo e o prédio da Rádio Nacional de Angola. Várias figuras proeminentes do gabinete de governo de Neto foram feitas reféns. No entanto, Neto, Nascimento, Lara e Carreira, quatro dos cinco alvos principais, não foram encontrados.
Unidades da Direção de Informação e Segurança de Angola (DISA) e de tropas cubanas envolveram-se em escaramuças e confrontos para debelar a rebelião. Os líderes dos Nitistas tentaram se esconder nos Dembos, terra natal de Alves e Jacob Monstro Imortal. A DISA e os cubanos lideraram uma dura perseguição. Jacob Monstro Imortal foi um dos primeiros a ser capturado. A data exata e as circunstâncias da sua morte não são conhecidas, embora presuma-se que tenha morrido em 1977 em Luanda.

## Vida pessoal
Em 26 de fevereiro de 1972, em Brazavile, casou-se com a também militar Luísa Mateus Pereira Inglês Ferreira, que possuía o codinome Luísa Pensar Primeiro. Posteriomente a sua morte, Luísa Pensar Primeiro serviu como deputada pelo MPLA na Assembleia Nacional, exercendo mandato legislativo até sua morte de causas naturais em 2004. Com Luísa teve uma única filha, Florbela Caetano. Seu sobrinho, Mário Caetano, também seguiu carreira política no Estado angolano.

## Declarações posteriores e reenterro
No dia 26 de maio de 2021, o Presidente João Lourenço declarou "um sincero arrependimento" e pediu desculpas em nome do Estado. Em seu discurso foi mencionado o nome de João Jacob Caetano Monstro Imortal.
No dia 13 de junho de 2022, os restos mortais de Jacob Monstro Imortal foram sepultados em Luanda, no cemitério do Alto das Cruzes. A cerimônia foi de caráter solene oficial. O Presidente Lourenço foi representado pelo chefe do seu serviço de segurança e do gabinete militar, Francisco Furtado, e do governo pelo Ministro da Justiça Francisco Queiroz, pelo Ministro do Interior Eugénio Laborinho, e pelo Ministro das Telecomunicações Manuel Homem. Florbela Caetano, filha de Jacob Monstro Imortal, agradeceu ao presidente pelo ato de reparação à família.